# Coupe de l'AFC 2023-2024
Navigation
Édition précédente Édition suivante
La Coupe de l'AFC 2023-2024 est la 20e édition de la seconde plus prestigieuse des compétitions inter-clubs asiatiques. Les équipes se sont qualifiées par le biais de leur championnat respectif ou remportant leur coupe nationale.

## Participants

### Classements des fédérations
Sur le modèle utilisé depuis l'édition 2017 où le Comité des compétitions de l'AFC recommande un nouveau format pour la Coupe de l'AFC répartissant les participants cinq zones (Asie de l'Ouest, Asie centrale, Asie du Sud, ASEAN et Asie de l'Est). Le vainqueur de la zone Ouest et le vainqueur d'un mini-tournoi entre les quatre autres zones se qualifieront pour la finale,.
Les 47 fédérations membres de l'AFC sont classées selon les performances de leurs clubs au cours des quatre dernières années dans les compétitions organisées par l'AFC, les performances des sélections nationales n'étant désormais plus prises compte. Depuis son admission comme membre permanent le 9 décembre 2020, la fédération des îles Mariannes du Nord peut présenter des équipes Coupe de l'AFC.
Pour cette édition, c'est le classement du 24 novembre 2021 qui est utilisé.
| Classement | Classement | Fédération | Points | Nombre de places | Nombre de places |
| Région     | AFC        | Fédération | Points | Phase de groupe  | Éliminatoires    |
| ---------- | ---------- | ---------- | ------ | ---------------- | ---------------- |
| -          | 10         | Jordanie   | 46.131 | 1                | 0                |
| 1          | 13         | Irak       | 35.223 | 2                | 0                |
| 2          | 18         | Liban      | 23.618 | 2                | 0                |
| 3          | 22         | Koweit     | 18.307 | 2                | 0                |
| 4          | 25         | Bahreïn    | 16.812 | 1                | 1                |
| 5          | 27         | Syrie      | 12.061 | 1                | 1                |
| 6          | 31         | Palestine  | 6.894  | 1                | 1                |
| 7          | 34         | Oman       | 5.264  | 0                | 1                |

| Classement | Classement | Fédération  | Points | Nombre de places | Nombre de places |
| Région     | AFC        | Fédération  | Points | Phase de groupe  | Éliminatoires    |
| ---------- | ---------- | ----------- | ------ | ---------------- | ---------------- |
| -          | 14         | Viêt Nam    | 34.937 | 1                | 0                |
| 1          | 19         | Philippines | 23.080 | 2                | 0                |
| 2          | 20         | Malaisie    | 21.087 | 2                | 0                |
| 3          | 23         | Australie   | 17.277 | 2                | 0                |
| 4          | 24         | Singapour   | 17.016 | 1                | 1                |
| 5          | 26         | Indonésie   | 15.960 | 1                | 1                |
| 6          | 28         | Birmanie    | 9.881  | 1                | 1                |
| 7          | 33         | Cambodge    | 5.672  | 0                | 1                |
| 8          | 37         | Laos        | 0.843  | 0                | 1                |
| 9          | 41         | Brunei      | 0.000  | 0                | 1                |

| Classement | Classement | Fédération   | Points | Nombre de places | Nombre de places |
| Région     | AFC        | Fédération   | Points | Phase de groupe  | Éliminatoires    |
| ---------- | ---------- | ------------ | ------ | ---------------- | ---------------- |
| 1          | 12         | Tadjikistan  | 37.323 | 1                | 1                |
| 2          | 16         | Turkménistan | 27.871 | 1                | 1                |
| 3          | 32         | Kirghizistan | 5.962  | 1                | 1                |

| Classement | Classement | Fédération     | Points | Nombre de places | Nombre de places |
| Région     | AFC        | Fédération     | Points | Phase de groupe  | Éliminatoires    |
| ---------- | ---------- | -------------- | ------ | ---------------- | ---------------- |
| 1          | 30         | Macao          | 6.931  | 1                | 1                |
| 2          | 35         | Taipei chinois | 4.072  | 1                | 1                |
| 3          | 40         | Mongolie       | 0.349  | 1                | 0                |

| Classement | Classement | Fédération | Points | Nombre de places | Nombre de places |
| Région     | AFC        | Fédération | Points | Phase de groupe  | Éliminatoires    |
| ---------- | ---------- | ---------- | ------ | ---------------- | ---------------- |
| 1          | 17         | Inde       | 25.290 | 1                | 1                |
| 2          | 21         | Bangladesh | 19.452 | 1                | 1                |
| 3          | 29         | Maldives   | 7.853  | 1                | 1                |
| 4          | 36         | Népal      | 1.513  | 0                | 1                |
| 5          | 39         | Bhoutan    | 0.611  | 0                | 1                |

### Participants de la Zone de l'Ouest
| Phase de groupes | Phase de groupes | Phase de groupes | Phase de groupes | Phase de groupes | Phase de groupes | Phase de groupes | Phase de groupes | Phase de groupes | Phase de groupes | Phase de groupes | Phase de groupes | Phase de groupes | Phase de groupes | Phase de groupes | Phase de groupes |
| --- | --- | --- | --- | --- | --- | --- | --- | --- | --- | --- | --- | --- | --- | --- | --- |
| - Al-Weehdat Club Champion de Jordanie 2022 - Al-Zawra'a SC 3e d'Irak 2022-2023 - Al-Kahrabaa SC 5e d'Irak 2022-2023 - Al Ahed FC Champion du Liban 2022-2023 - Nejmeh SC Vice-champion du Liban 2022-2023 | - Al-Weehdat Club Champion de Jordanie 2022 - Al-Zawra'a SC 3e d'Irak 2022-2023 - Al-Kahrabaa SC 5e d'Irak 2022-2023 - Al Ahed FC Champion du Liban 2022-2023 - Nejmeh SC Vice-champion du Liban 2022-2023 | - Al-Weehdat Club Champion de Jordanie 2022 - Al-Zawra'a SC 3e d'Irak 2022-2023 - Al-Kahrabaa SC 5e d'Irak 2022-2023 - Al Ahed FC Champion du Liban 2022-2023 - Nejmeh SC Vice-champion du Liban 2022-2023 | - Al-Weehdat Club Champion de Jordanie 2022 - Al-Zawra'a SC 3e d'Irak 2022-2023 - Al-Kahrabaa SC 5e d'Irak 2022-2023 - Al Ahed FC Champion du Liban 2022-2023 - Nejmeh SC Vice-champion du Liban 2022-2023 | - Al-Weehdat Club Champion de Jordanie 2022 - Al-Zawra'a SC 3e d'Irak 2022-2023 - Al-Kahrabaa SC 5e d'Irak 2022-2023 - Al Ahed FC Champion du Liban 2022-2023 - Nejmeh SC Vice-champion du Liban 2022-2023 | - Al-Weehdat Club Champion de Jordanie 2022 - Al-Zawra'a SC 3e d'Irak 2022-2023 - Al-Kahrabaa SC 5e d'Irak 2022-2023 - Al Ahed FC Champion du Liban 2022-2023 - Nejmeh SC Vice-champion du Liban 2022-2023 | - Al-Weehdat Club Champion de Jordanie 2022 - Al-Zawra'a SC 3e d'Irak 2022-2023 - Al-Kahrabaa SC 5e d'Irak 2022-2023 - Al Ahed FC Champion du Liban 2022-2023 - Nejmeh SC Vice-champion du Liban 2022-2023 | - Al-Weehdat Club Champion de Jordanie 2022 - Al-Zawra'a SC 3e d'Irak 2022-2023 - Al-Kahrabaa SC 5e d'Irak 2022-2023 - Al Ahed FC Champion du Liban 2022-2023 - Nejmeh SC Vice-champion du Liban 2022-2023 | - Koweït SC Champion du Koweït 2022-2023 - Al Arabi SC Vice-champion du Koweït 2022-2023 - Al Riffa SC Champion de Bahreïn 2021-2022 - Al Futuwa Vainqueur entre les champions de Syrie 2021-2022 et 2022-2023 - Jabal Al-Mukaber Club Champion de Palestine 2022-2023 | - Koweït SC Champion du Koweït 2022-2023 - Al Arabi SC Vice-champion du Koweït 2022-2023 - Al Riffa SC Champion de Bahreïn 2021-2022 - Al Futuwa Vainqueur entre les champions de Syrie 2021-2022 et 2022-2023 - Jabal Al-Mukaber Club Champion de Palestine 2022-2023 | - Koweït SC Champion du Koweït 2022-2023 - Al Arabi SC Vice-champion du Koweït 2022-2023 - Al Riffa SC Champion de Bahreïn 2021-2022 - Al Futuwa Vainqueur entre les champions de Syrie 2021-2022 et 2022-2023 - Jabal Al-Mukaber Club Champion de Palestine 2022-2023 | - Koweït SC Champion du Koweït 2022-2023 - Al Arabi SC Vice-champion du Koweït 2022-2023 - Al Riffa SC Champion de Bahreïn 2021-2022 - Al Futuwa Vainqueur entre les champions de Syrie 2021-2022 et 2022-2023 - Jabal Al-Mukaber Club Champion de Palestine 2022-2023 | - Koweït SC Champion du Koweït 2022-2023 - Al Arabi SC Vice-champion du Koweït 2022-2023 - Al Riffa SC Champion de Bahreïn 2021-2022 - Al Futuwa Vainqueur entre les champions de Syrie 2021-2022 et 2022-2023 - Jabal Al-Mukaber Club Champion de Palestine 2022-2023 | - Koweït SC Champion du Koweït 2022-2023 - Al Arabi SC Vice-champion du Koweït 2022-2023 - Al Riffa SC Champion de Bahreïn 2021-2022 - Al Futuwa Vainqueur entre les champions de Syrie 2021-2022 et 2022-2023 - Jabal Al-Mukaber Club Champion de Palestine 2022-2023 | - Koweït SC Champion du Koweït 2022-2023 - Al Arabi SC Vice-champion du Koweït 2022-2023 - Al Riffa SC Champion de Bahreïn 2021-2022 - Al Futuwa Vainqueur entre les champions de Syrie 2021-2022 et 2022-2023 - Jabal Al-Mukaber Club Champion de Palestine 2022-2023 | - Koweït SC Champion du Koweït 2022-2023 - Al Arabi SC Vice-champion du Koweït 2022-2023 - Al Riffa SC Champion de Bahreïn 2021-2022 - Al Futuwa Vainqueur entre les champions de Syrie 2021-2022 et 2022-2023 - Jabal Al-Mukaber Club Champion de Palestine 2022-2023 |
| Barrages | | | | | | | | | | | | | | | |
| - Al-Khaldiya SC Vainqueur de la Coupe de Bahreïn 2021-2022 - Al Ittihad Alep Vainqueur de la Coupe de Syrie 2021-2022                                                                                     | - Al-Khaldiya SC Vainqueur de la Coupe de Bahreïn 2021-2022 - Al Ittihad Alep Vainqueur de la Coupe de Syrie 2021-2022                                                                                     | - Al-Khaldiya SC Vainqueur de la Coupe de Bahreïn 2021-2022 - Al Ittihad Alep Vainqueur de la Coupe de Syrie 2021-2022                                                                                     | - Al-Khaldiya SC Vainqueur de la Coupe de Bahreïn 2021-2022 - Al Ittihad Alep Vainqueur de la Coupe de Syrie 2021-2022                                                                                     | - Al-Khaldiya SC Vainqueur de la Coupe de Bahreïn 2021-2022 - Al Ittihad Alep Vainqueur de la Coupe de Syrie 2021-2022                                                                                     | - Al-Khaldiya SC Vainqueur de la Coupe de Bahreïn 2021-2022 - Al Ittihad Alep Vainqueur de la Coupe de Syrie 2021-2022                                                                                     | - Al-Khaldiya SC Vainqueur de la Coupe de Bahreïn 2021-2022 - Al Ittihad Alep Vainqueur de la Coupe de Syrie 2021-2022                                                                                     | - Al-Khaldiya SC Vainqueur de la Coupe de Bahreïn 2021-2022 - Al Ittihad Alep Vainqueur de la Coupe de Syrie 2021-2022                                                                                     | - Shabab Al-Khalil 3e de Palestine 2022-2023 - Al-Nahda Club Champion d'Oman 2022-2023 | - Shabab Al-Khalil 3e de Palestine 2022-2023 - Al-Nahda Club Champion d'Oman 2022-2023 | - Shabab Al-Khalil 3e de Palestine 2022-2023 - Al-Nahda Club Champion d'Oman 2022-2023 | - Shabab Al-Khalil 3e de Palestine 2022-2023 - Al-Nahda Club Champion d'Oman 2022-2023 | - Shabab Al-Khalil 3e de Palestine 2022-2023 - Al-Nahda Club Champion d'Oman 2022-2023 | - Shabab Al-Khalil 3e de Palestine 2022-2023 - Al-Nahda Club Champion d'Oman 2022-2023 | - Shabab Al-Khalil 3e de Palestine 2022-2023 - Al-Nahda Club Champion d'Oman 2022-2023 | - Shabab Al-Khalil 3e de Palestine 2022-2023 - Al-Nahda Club Champion d'Oman 2022-2023 |

### Participants de la Zone du Sud
| Phase de groupes | Phase de groupes | Phase de groupes | Phase de groupes | Phase de groupes | Phase de groupes | Phase de groupes | Phase de groupes | Phase de groupes                              | Phase de groupes                              | Phase de groupes                              | Phase de groupes                              | Phase de groupes                              | Phase de groupes                              | Phase de groupes                              | Phase de groupes                              |
| --- | --- | --- | --- | --- | --- | --- | --- | --------------------------------------------- | --------------------------------------------- | --------------------------------------------- | --------------------------------------------- | --------------------------------------------- | --------------------------------------------- | --------------------------------------------- | --------------------------------------------- |
| - Odisha FC Vainqueur entre le champion d'Inde 2021-2022 et le vainqueur de la Supercoupe d'Inde2023 - Bashundhara Kings Champion du Bangladesh 2021-2022 | - Odisha FC Vainqueur entre le champion d'Inde 2021-2022 et le vainqueur de la Supercoupe d'Inde2023 - Bashundhara Kings Champion du Bangladesh 2021-2022 | - Odisha FC Vainqueur entre le champion d'Inde 2021-2022 et le vainqueur de la Supercoupe d'Inde2023 - Bashundhara Kings Champion du Bangladesh 2021-2022 | - Odisha FC Vainqueur entre le champion d'Inde 2021-2022 et le vainqueur de la Supercoupe d'Inde2023 - Bashundhara Kings Champion du Bangladesh 2021-2022 | - Odisha FC Vainqueur entre le champion d'Inde 2021-2022 et le vainqueur de la Supercoupe d'Inde2023 - Bashundhara Kings Champion du Bangladesh 2021-2022 | - Odisha FC Vainqueur entre le champion d'Inde 2021-2022 et le vainqueur de la Supercoupe d'Inde2023 - Bashundhara Kings Champion du Bangladesh 2021-2022 | - Odisha FC Vainqueur entre le champion d'Inde 2021-2022 et le vainqueur de la Supercoupe d'Inde2023 - Bashundhara Kings Champion du Bangladesh 2021-2022 | - Odisha FC Vainqueur entre le champion d'Inde 2021-2022 et le vainqueur de la Supercoupe d'Inde2023 - Bashundhara Kings Champion du Bangladesh 2021-2022 | - Maziya SRC Champion des Maldives 2022       | - Maziya SRC Champion des Maldives 2022       | - Maziya SRC Champion des Maldives 2022       | - Maziya SRC Champion des Maldives 2022       | - Maziya SRC Champion des Maldives 2022       | - Maziya SRC Champion des Maldives 2022       | - Maziya SRC Champion des Maldives 2022       | - Maziya SRC Champion des Maldives 2022       |
| Deuxième tour préliminaire | | | | | | | |                                               |                                               |                                               |                                               |                                               |                                               |                                               |                                               |
| - Mohun Bagan Vainqueur des éliminatoires entre le championnat d'Inde 2021-2022 et 2022-2023 - Abahani Limited Vice-champion du Bangladesh 2021-2022      | - Mohun Bagan Vainqueur des éliminatoires entre le championnat d'Inde 2021-2022 et 2022-2023 - Abahani Limited Vice-champion du Bangladesh 2021-2022      | - Mohun Bagan Vainqueur des éliminatoires entre le championnat d'Inde 2021-2022 et 2022-2023 - Abahani Limited Vice-champion du Bangladesh 2021-2022      | - Mohun Bagan Vainqueur des éliminatoires entre le championnat d'Inde 2021-2022 et 2022-2023 - Abahani Limited Vice-champion du Bangladesh 2021-2022      | - Mohun Bagan Vainqueur des éliminatoires entre le championnat d'Inde 2021-2022 et 2022-2023 - Abahani Limited Vice-champion du Bangladesh 2021-2022      | - Mohun Bagan Vainqueur des éliminatoires entre le championnat d'Inde 2021-2022 et 2022-2023 - Abahani Limited Vice-champion du Bangladesh 2021-2022      | - Mohun Bagan Vainqueur des éliminatoires entre le championnat d'Inde 2021-2022 et 2022-2023 - Abahani Limited Vice-champion du Bangladesh 2021-2022      | - Mohun Bagan Vainqueur des éliminatoires entre le championnat d'Inde 2021-2022 et 2022-2023 - Abahani Limited Vice-champion du Bangladesh 2021-2022      | - Club Eagles Vice-champion des Maldives 2022 | - Club Eagles Vice-champion des Maldives 2022 | - Club Eagles Vice-champion des Maldives 2022 | - Club Eagles Vice-champion des Maldives 2022 | - Club Eagles Vice-champion des Maldives 2022 | - Club Eagles Vice-champion des Maldives 2022 | - Club Eagles Vice-champion des Maldives 2022 | - Club Eagles Vice-champion des Maldives 2022 |
| Premier tour préliminaire | | | | | | | |                                               |                                               |                                               |                                               |                                               |                                               |                                               |                                               |
| - Machhindra FC Vice-champion du Népal 2023 | - Machhindra FC Vice-champion du Népal 2023 | - Machhindra FC Vice-champion du Népal 2023 | - Machhindra FC Vice-champion du Népal 2023 | - Machhindra FC Vice-champion du Népal 2023 | - Machhindra FC Vice-champion du Népal 2023 | - Machhindra FC Vice-champion du Népal 2023 | - Machhindra FC Vice-champion du Népal 2023 | - Paro FC Champion du Bhoutan 2022            | - Paro FC Champion du Bhoutan 2022            | - Paro FC Champion du Bhoutan 2022            | - Paro FC Champion du Bhoutan 2022            | - Paro FC Champion du Bhoutan 2022            | - Paro FC Champion du Bhoutan 2022            | - Paro FC Champion du Bhoutan 2022            | - Paro FC Champion du Bhoutan 2022            |

### Participants de la Zone centrale
| Phase de groupes                                                                                  | Phase de groupes                                |
| ------------------------------------------------------------------------------------------------- | ----------------------------------------------- |
| - Ravshan Kulob Vice-champion du Tadjikistan 2022 - Altyn Asyr Vice-champion du Turkménistan 2022 | - Abdish-Ata Kant Champion du Kirghizistan 2022 |
| Barrages                                                                                          |                                                 |
| - FK Khodjent 3e du Tadjikistan 2022                                                              |                                                 |
| Deuxième tour préliminaire                                                                        |                                                 |
| - Merw Mary 3e du Turkménistan 2022                                                               | - Alay Och Vice-champion du Kirghizistan 2022   |

### Participants de la Zone ASEAN
| Phase de groupes | Phase de groupes | Phase de groupes | Phase de groupes | Phase de groupes | Phase de groupes | Phase de groupes | Phase de groupes | Phase de groupes | Phase de groupes | Phase de groupes | Phase de groupes | Phase de groupes | Phase de groupes | Phase de groupes | Phase de groupes |
| --- | --- | --- | --- | --- | --- | --- | --- | --- | --- | --- | --- | --- | --- | --- | --- |
| - Hải Phòng FC Vice-champion du Viêt Nam 2022 - Cebu FC Vice-champion des Philippines 2022-2023 - Stallion Laguna 3e des Philippines 2022-2023 - Terengganu FC Vice-champion de Malaisie 2022 - Sabah FA 3e de Malaisie 2022 | - Hải Phòng FC Vice-champion du Viêt Nam 2022 - Cebu FC Vice-champion des Philippines 2022-2023 - Stallion Laguna 3e des Philippines 2022-2023 - Terengganu FC Vice-champion de Malaisie 2022 - Sabah FA 3e de Malaisie 2022 | - Hải Phòng FC Vice-champion du Viêt Nam 2022 - Cebu FC Vice-champion des Philippines 2022-2023 - Stallion Laguna 3e des Philippines 2022-2023 - Terengganu FC Vice-champion de Malaisie 2022 - Sabah FA 3e de Malaisie 2022 | - Hải Phòng FC Vice-champion du Viêt Nam 2022 - Cebu FC Vice-champion des Philippines 2022-2023 - Stallion Laguna 3e des Philippines 2022-2023 - Terengganu FC Vice-champion de Malaisie 2022 - Sabah FA 3e de Malaisie 2022 | - Hải Phòng FC Vice-champion du Viêt Nam 2022 - Cebu FC Vice-champion des Philippines 2022-2023 - Stallion Laguna 3e des Philippines 2022-2023 - Terengganu FC Vice-champion de Malaisie 2022 - Sabah FA 3e de Malaisie 2022 | - Hải Phòng FC Vice-champion du Viêt Nam 2022 - Cebu FC Vice-champion des Philippines 2022-2023 - Stallion Laguna 3e des Philippines 2022-2023 - Terengganu FC Vice-champion de Malaisie 2022 - Sabah FA 3e de Malaisie 2022 | - Hải Phòng FC Vice-champion du Viêt Nam 2022 - Cebu FC Vice-champion des Philippines 2022-2023 - Stallion Laguna 3e des Philippines 2022-2023 - Terengganu FC Vice-champion de Malaisie 2022 - Sabah FA 3e de Malaisie 2022 | - Hải Phòng FC Vice-champion du Viêt Nam 2022 - Cebu FC Vice-champion des Philippines 2022-2023 - Stallion Laguna 3e des Philippines 2022-2023 - Terengganu FC Vice-champion de Malaisie 2022 - Sabah FA 3e de Malaisie 2022 | - Macarthur FC Vainqueur de la Coupe d'Australie 2022 - Central Coast Mariners Vice-champion d'Australie 2022-2023 - Hougang United Vainqueur de la coupe de Singapour 2022 - Bali United Vainqueur des éliminatoires entre le champion d'Indonésie 2021-2022 et 2022-2023 - Shan United Champion de Birmanie 2022 | - Macarthur FC Vainqueur de la Coupe d'Australie 2022 - Central Coast Mariners Vice-champion d'Australie 2022-2023 - Hougang United Vainqueur de la coupe de Singapour 2022 - Bali United Vainqueur des éliminatoires entre le champion d'Indonésie 2021-2022 et 2022-2023 - Shan United Champion de Birmanie 2022 | - Macarthur FC Vainqueur de la Coupe d'Australie 2022 - Central Coast Mariners Vice-champion d'Australie 2022-2023 - Hougang United Vainqueur de la coupe de Singapour 2022 - Bali United Vainqueur des éliminatoires entre le champion d'Indonésie 2021-2022 et 2022-2023 - Shan United Champion de Birmanie 2022 | - Macarthur FC Vainqueur de la Coupe d'Australie 2022 - Central Coast Mariners Vice-champion d'Australie 2022-2023 - Hougang United Vainqueur de la coupe de Singapour 2022 - Bali United Vainqueur des éliminatoires entre le champion d'Indonésie 2021-2022 et 2022-2023 - Shan United Champion de Birmanie 2022 | - Macarthur FC Vainqueur de la Coupe d'Australie 2022 - Central Coast Mariners Vice-champion d'Australie 2022-2023 - Hougang United Vainqueur de la coupe de Singapour 2022 - Bali United Vainqueur des éliminatoires entre le champion d'Indonésie 2021-2022 et 2022-2023 - Shan United Champion de Birmanie 2022 | - Macarthur FC Vainqueur de la Coupe d'Australie 2022 - Central Coast Mariners Vice-champion d'Australie 2022-2023 - Hougang United Vainqueur de la coupe de Singapour 2022 - Bali United Vainqueur des éliminatoires entre le champion d'Indonésie 2021-2022 et 2022-2023 - Shan United Champion de Birmanie 2022 | - Macarthur FC Vainqueur de la Coupe d'Australie 2022 - Central Coast Mariners Vice-champion d'Australie 2022-2023 - Hougang United Vainqueur de la coupe de Singapour 2022 - Bali United Vainqueur des éliminatoires entre le champion d'Indonésie 2021-2022 et 2022-2023 - Shan United Champion de Birmanie 2022 | - Macarthur FC Vainqueur de la Coupe d'Australie 2022 - Central Coast Mariners Vice-champion d'Australie 2022-2023 - Hougang United Vainqueur de la coupe de Singapour 2022 - Bali United Vainqueur des éliminatoires entre le champion d'Indonésie 2021-2022 et 2022-2023 - Shan United Champion de Birmanie 2022 |
| Barrages | | | | | | | | | | | | | | | |
| - Tampines Rovers Champion de Singapour 2022 | - Tampines Rovers Champion de Singapour 2022 | - Tampines Rovers Champion de Singapour 2022 | - Tampines Rovers Champion de Singapour 2022 | - Tampines Rovers Champion de Singapour 2022 | - Tampines Rovers Champion de Singapour 2022 | - Tampines Rovers Champion de Singapour 2022 | - Tampines Rovers Champion de Singapour 2022 | - PSM Makassar Perdant des éliminatoires entre le champion d'Indonésie 2021-2022 et 2022-2023 | - PSM Makassar Perdant des éliminatoires entre le champion d'Indonésie 2021-2022 et 2022-2023 | - PSM Makassar Perdant des éliminatoires entre le champion d'Indonésie 2021-2022 et 2022-2023 | - PSM Makassar Perdant des éliminatoires entre le champion d'Indonésie 2021-2022 et 2022-2023 | - PSM Makassar Perdant des éliminatoires entre le champion d'Indonésie 2021-2022 et 2022-2023 | - PSM Makassar Perdant des éliminatoires entre le champion d'Indonésie 2021-2022 et 2022-2023 | - PSM Makassar Perdant des éliminatoires entre le champion d'Indonésie 2021-2022 et 2022-2023 | - PSM Makassar Perdant des éliminatoires entre le champion d'Indonésie 2021-2022 et 2022-2023 |
| Deuxième tour préliminaire | | | | | | | | | | | | | | | |
| - Yangon United Vice-champion de Birmanie 2022 - Phnom Penh Crown Champion du Cambodge 2022 | - Yangon United Vice-champion de Birmanie 2022 - Phnom Penh Crown Champion du Cambodge 2022 | - Yangon United Vice-champion de Birmanie 2022 - Phnom Penh Crown Champion du Cambodge 2022 | - Yangon United Vice-champion de Birmanie 2022 - Phnom Penh Crown Champion du Cambodge 2022 | - Yangon United Vice-champion de Birmanie 2022 - Phnom Penh Crown Champion du Cambodge 2022 | - Yangon United Vice-champion de Birmanie 2022 - Phnom Penh Crown Champion du Cambodge 2022 | - Yangon United Vice-champion de Birmanie 2022 - Phnom Penh Crown Champion du Cambodge 2022 | - Yangon United Vice-champion de Birmanie 2022 - Phnom Penh Crown Champion du Cambodge 2022 | - Young Elephants Champion du Laos 2022 - DPMM Brunei Vainqueur de la coupe de Brunei 2022 | - Young Elephants Champion du Laos 2022 - DPMM Brunei Vainqueur de la coupe de Brunei 2022 | - Young Elephants Champion du Laos 2022 - DPMM Brunei Vainqueur de la coupe de Brunei 2022 | - Young Elephants Champion du Laos 2022 - DPMM Brunei Vainqueur de la coupe de Brunei 2022 | - Young Elephants Champion du Laos 2022 - DPMM Brunei Vainqueur de la coupe de Brunei 2022 | - Young Elephants Champion du Laos 2022 - DPMM Brunei Vainqueur de la coupe de Brunei 2022 | - Young Elephants Champion du Laos 2022 - DPMM Brunei Vainqueur de la coupe de Brunei 2022 | - Young Elephants Champion du Laos 2022 - DPMM Brunei Vainqueur de la coupe de Brunei 2022 |

### Participants de la Zone Asie de l'EST
| Phase de groupes                                                             | Phase de groupes                                                             | Phase de groupes                                                             | Phase de groupes                                                             | Phase de groupes                                                             | Phase de groupes                                                             | Phase de groupes                                                             | Phase de groupes                                                             | Phase de groupes                                   | Phase de groupes                                   | Phase de groupes                                   | Phase de groupes                                   | Phase de groupes                                   | Phase de groupes                                   | Phase de groupes                                   | Phase de groupes                                   |
| ---------------------------------------------------------------------------- | ---------------------------------------------------------------------------- | ---------------------------------------------------------------------------- | ---------------------------------------------------------------------------- | ---------------------------------------------------------------------------- | ---------------------------------------------------------------------------- | ---------------------------------------------------------------------------- | ---------------------------------------------------------------------------- | -------------------------------------------------- | -------------------------------------------------- | -------------------------------------------------- | -------------------------------------------------- | -------------------------------------------------- | -------------------------------------------------- | -------------------------------------------------- | -------------------------------------------------- |
| - Chao Pak Kei Champion de Macao 2022 - Tainan City Champion des Taïwan 2022 | - Chao Pak Kei Champion de Macao 2022 - Tainan City Champion des Taïwan 2022 | - Chao Pak Kei Champion de Macao 2022 - Tainan City Champion des Taïwan 2022 | - Chao Pak Kei Champion de Macao 2022 - Tainan City Champion des Taïwan 2022 | - Chao Pak Kei Champion de Macao 2022 - Tainan City Champion des Taïwan 2022 | - Chao Pak Kei Champion de Macao 2022 - Tainan City Champion des Taïwan 2022 | - Chao Pak Kei Champion de Macao 2022 - Tainan City Champion des Taïwan 2022 | - Chao Pak Kei Champion de Macao 2022 - Tainan City Champion des Taïwan 2022 | - FC Ulaanbaatar Champion de la Mongolie 2022-2023 | - FC Ulaanbaatar Champion de la Mongolie 2022-2023 | - FC Ulaanbaatar Champion de la Mongolie 2022-2023 | - FC Ulaanbaatar Champion de la Mongolie 2022-2023 | - FC Ulaanbaatar Champion de la Mongolie 2022-2023 | - FC Ulaanbaatar Champion de la Mongolie 2022-2023 | - FC Ulaanbaatar Champion de la Mongolie 2022-2023 | - FC Ulaanbaatar Champion de la Mongolie 2022-2023 |
| Barrages                                                                     |                                                                              |                                                                              |                                                                              |                                                                              |                                                                              |                                                                              |                                                                              |                                                    |                                                    |                                                    |                                                    |                                                    |                                                    |                                                    |                                                    |
| - CD Monte Carlo Vice-champion de Macao 2022                                 | - CD Monte Carlo Vice-champion de Macao 2022                                 | - CD Monte Carlo Vice-champion de Macao 2022                                 | - CD Monte Carlo Vice-champion de Macao 2022                                 | - CD Monte Carlo Vice-champion de Macao 2022                                 | - CD Monte Carlo Vice-champion de Macao 2022                                 | - CD Monte Carlo Vice-champion de Macao 2022                                 | - CD Monte Carlo Vice-champion de Macao 2022                                 | - Taichung Futuro Vice-champion des Taïwan 2022    | - Taichung Futuro Vice-champion des Taïwan 2022    | - Taichung Futuro Vice-champion des Taïwan 2022    | - Taichung Futuro Vice-champion des Taïwan 2022    | - Taichung Futuro Vice-champion des Taïwan 2022    | - Taichung Futuro Vice-champion des Taïwan 2022    | - Taichung Futuro Vice-champion des Taïwan 2022    | - Taichung Futuro Vice-champion des Taïwan 2022    |

## Calendrier
| Nom                                             | Tirage au sort   | Date aller                                         | Date retour                                         |
| ----------------------------------------------- | ---------------- | -------------------------------------------------- | --------------------------------------------------- |
| Phase qualificative (2023)                      |                  |                                                    |                                                     |
| Premier tour préliminaire                       | Aucun            | 8 août                                             | 8 août                                              |
| Deuxième tour préliminaire                      | Aucun            | 15-16 août                                         | 15-16 août                                          |
| Barrages                                        | Aucun            | 22 août                                            | 22 août                                             |
| Phase de groupes (2023)                         |                  |                                                    |                                                     |
| Journées 1 et 4 Journées 2 et 5 Journées 3 et 6 | 24 août 2023     | 18 et 21 septembre 2 et 5 octobre 23 et 26 octobre | 6 et 9 novembre 27 et 30 novembre 11 et 14 décembre |
| Phase à élimination directe (2024)              |                  |                                                    |                                                     |
| Demi-finale de zone                             | 28 décembre 2023 | 12 et 13 févier (A)                                | 12 et 13 févier (A)                                 |
| Demi-finale de zone                             | 28 décembre 2023 | 12 et 13 févier (W)                                | 19 et 20 févier (W)                                 |
| Finale de zone                                  | 28 décembre 2023 | 22 février (A)                                     | 22 février (A)                                      |
| Finale de zone                                  | 28 décembre 2023 | 16 avril (W)                                       | 23 avril (W)                                        |
| Demi-finale inter-zone                          | 28 décembre 2023 | 6 et 7 mars                                        | 13 et 14 mars                                       |
| Finale inter-zone                               | 28 décembre 2023 | 17 avril                                           | 24 avril                                            |
| Finale                                          | 28 décembre 2023 | samedi 5 mai 2024 à Mascate                        | samedi 5 mai 2024 à Mascate                         |